# Bärbel Bergerhoff-Wodopia

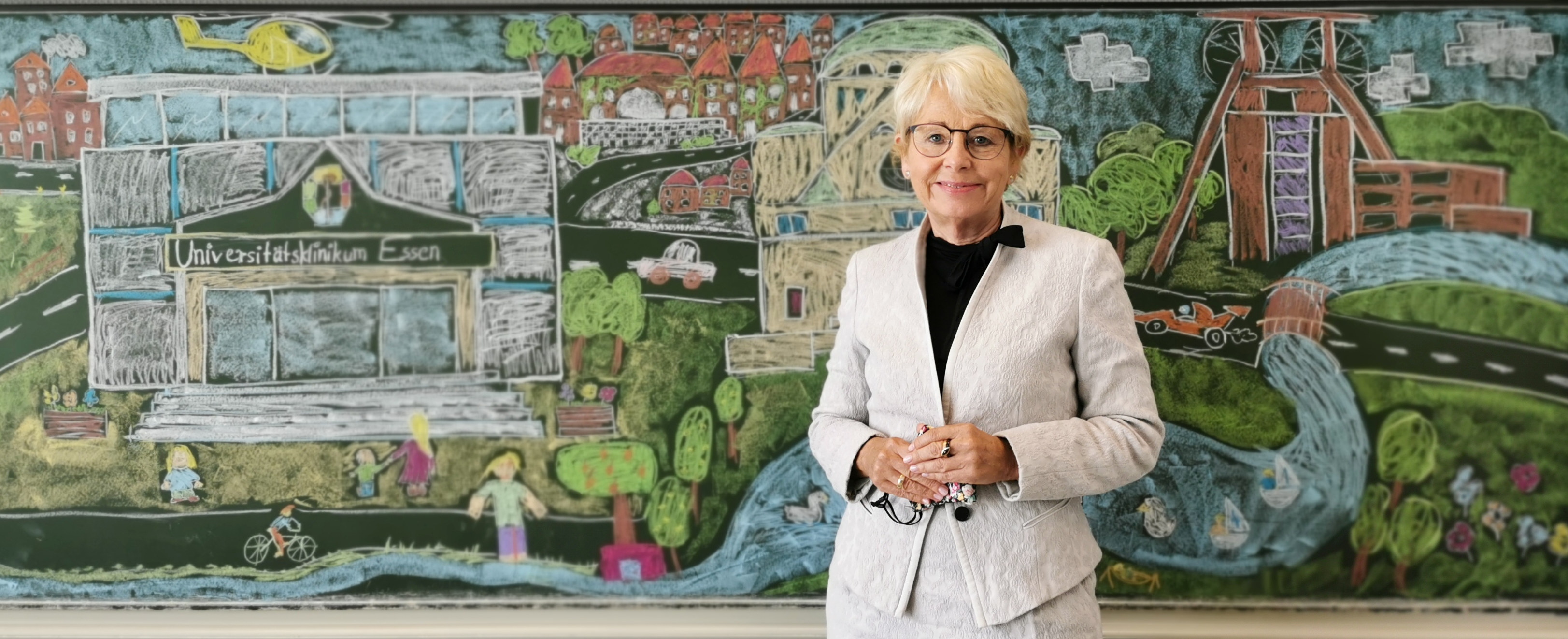
Bärbel Bergerhoff-Wodopia (2020)

Bärbel Bergerhoff-Wodopia (* 1954 in Wattenscheid) ist eine deutsche Managerin in der Kohlebranche und unter anderem Vorstandsmitglied der RAG-Stiftung.

## Leben
Bergerhoff-Wodopia absolvierte ab 1970 eine kaufmännische Ausbildung bei der RAG Aktiengesellschaft und arbeitete anschließend als Kauffrau im Sozialwesen. Ab 1979 war sie stellvertretende Leiterin der kaufmännischen Ausbildung und wurde in den Folgejahren zur Vorsitzenden des Betriebsrats der Hauptverwaltung der RAG AG in Herne und zur stellvertretenden Vorsitzenden des Gesamtbetriebsrats der RAG Deutsche Steinkohle AG gewählt. Von 1994 bis 2004 war sie Mitglied im Aufsichtsrat der RAG Immobilien AG und von 2001 bis 2004 Mitglied im Aufsichtsrat der RAG AG. Ab 2004 war sie bei der RAG AG als Betriebsdirektorin für Personal- und Sozialfragen für den Servicebereich Technik- und Logistikdienste Ruhr/Saar tätig. Seit 2012 ist Bergerhoff-Wodopia Mitglied des Vorstands der RAG-Stiftung und Mitglied in den Aufsichtsräten der RAG AG sowie der RAG Deutsche Steinkohle AG.

## Weitere Tätigkeiten
Bergerhoff-Wodopia ist Mitglied in den Aufsichtsräten der RAG AG und der RAG Deutsche Steinkohle AG, Aufsichtsratsvorsitzende der Vivawest GmbH, Mitglied in den Beiräten der DMT-Gesellschaft für Lehre und Bildung mbH sowie der RAG Montan Immobilien GmbH. Sie ist Vorsitzende des Aufsichtsrats des Universitätsklinikums Essen, Vorsitzende des Kuratoriums des Deutschen Bergbau-Museums und Vorsitzende des Hochschulrates der Technischen Hochschule Georg Agricola. Des Weiteren ist sie Vorsitzende des Personalausschusses und Mitglied im Beirat der IG BCE, stellvertretende Vorstandsvorsitzende des DMT e.V. sowie Sprecherin des bischöflichen Rates für Bildung im Bistum Essen.
Seit dem 1. Juli 2017 ist sie Mitglied im ZDF-Verwaltungsrat. Dort ist sie stellvertretende Vorsitzende des Finanzausschusses und Mitglied im Investitionsausschuss. Sie war vom SPD-nahen Roten Freundeskreises nominiert worden.
Bärbel Bergerhoff-Wodopia war Mitglied der 16. und 17. Bundesversammlung zur Wahl des Bundespräsidenten. Sie war von der Landtagsfraktion der SPD Nordrhein-Westfalen vorgeschlagen worden.

## Privates
Bärbel Bergerhoff-Wodopia ist verheiratet und hat einen Sohn. Schon ihr Vater hat im Kohlebergbau gearbeitet.